# Eretes antiquus
Eretes antiquus là một loài bọ cánh cứng trong họ Bọ nước. Loài này được Oustalet miêu tả khoa học năm 1870.